# Gran Premio de Bari de 1951
El Gran Premio de Bari de 1951 fue una carrera de Fórmula 1 fuera del campeonato celebrada el 2 de septiembre de 1951 en el circuito de Lungomare, en Bari , Italia . La carrera de 65 vueltas fue ganada por el piloto de Alfa Romeo Juan Manuel Fangio. Fangio también marcó la pole position y la vuelta rápida. Los pilotos de Ferrari José Froilán González y Piero Taruffi terminaron segundo y tercero.

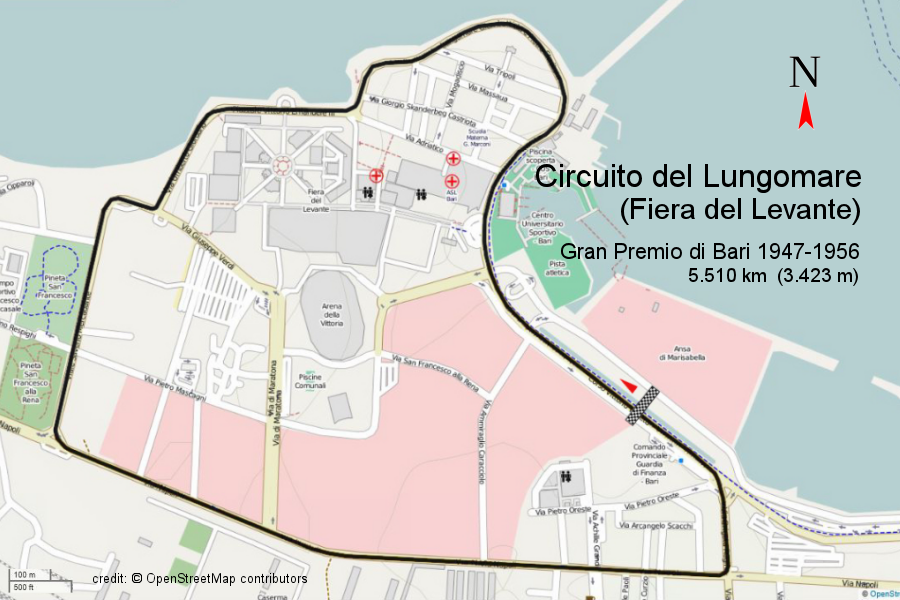

| Detalles de la carrera | Detalles de la carrera                  | Detalles de la carrera                  | Detalles de la carrera                  |
| ---------------------- | --------------------------------------- | --------------------------------------- | --------------------------------------- |
| Fecha                  | 2 de septiembre de 1951                 | 2 de septiembre de 1951                 | 2 de septiembre de 1951                 |
| Nombre oficial         | V Gran Premio de Bari                   | V Gran Premio de Bari                   | V Gran Premio de Bari                   |
| Ubicación              | Circuito Lungomare, Bari , Italia       | Circuito Lungomare, Bari , Italia       | Circuito Lungomare, Bari , Italia       |
| Duración del curso     | 5.538 kilómetros (3.452 millas)         | 5.538 kilómetros (3.452 millas)         | 5.538 kilómetros (3.452 millas)         |
| Distancia              | 65 vueltas, 359,988 km (224,431 millas) | 65 vueltas, 359,988 km (224,431 millas) | 65 vueltas, 359,988 km (224,431 millas) |

| Pole position     | Pole position           | Pole position | Pole position |
| ----------------- | ----------------------- | ------------- | ------------- |
| Conductor         | - Juan Manuel Fangio    | Alfa Romeo    |               |
| Tiempo            | 2:20.2                  | 2:20.2        | 2:20.2        |
| Vuelta más rápida |                         |               |               |
| Conductor         | Juan Manuel Fangio      | Alfa Romeo    |               |
| Tiempo            | 2:20.6                  | 2:20.6        | 2:20.6        |
| Podio             |                         |               |               |
| Primero           | - Juan Manuel Fangio    | Alfa Romeo    |               |
| Segundo           | - José Froilán González | Ferrari       |               |
| Tercero           | - Piero Taruffi         | Ferrari       |               |

## Resultados
| Pos. | N.º | Conductor               | Entrante                 | Auto                       | Tiempo/Retirado               | Parrilla  |
| ---- | --- | ----------------------- | ------------------------ | -------------------------- | ----------------------------- | --------- |
| 1    | 4   | Juan Manuel Fangio      | Alfa Corse               | Alfa Romeo 158/159 Alfetta | 2,39:58,6, 135,018 km/h       | 1         |
| 2    | 10  | José Froilán González   | Scuderia Ferrari         | Ferrari 375 F1             | + 72,4 s                      | 3         |
| 3    | 20  | Piero Taruffi           | Scuderia Ferrari         | Ferrari 500                | +3 vueltas                    | 11        |
| 4    | 6   | Louis Rosier            | Ecurie Rosier            | Talbot-Lago T26C           | +4 vueltas                    | 8         |
| 5    | 36  | Yves Giraud-Cabantous   | Yves Giraud-Cabantous    | Talbot-Lago T26C           | +5 vueltas                    | 10        |
| 6    | 32  | Peter Whitehead         | Peter Whitehead          | Ferrari 125 F1             | +5 vueltas                    | 17        |
| 7    | 22  | Pierre Levegh           | Pierre Levegh            | Talbot-Lago T26C           | +7 vueltas                    | 13        |
| 8    | 42  | Jonnhy Claes            | Ecurie Belge             | Talbot-Lago T26C           | +7 vueltas                    | 15        |
| NC   | 46  | Emmanuel de Graffenried | Enrico Platé             | Maserati 4CLT/48           | +8 vueltas                    | 18        |
| Ret  | 40  | Robert Manzon           | Equipe Gordini           | Simca-Gordini Type 15      | 39 vueltas, lubricación       | 12        |
| Ret  | 14  | Maurice Trintignant     | Equipe Gordini           | Simca-Gordini Type 15      | 35 vueltas, pistón            | 14        |
| Ret  | 8   | Luigi Villoresi         | Scuderia Ferrari         | Ferrari 375 F1             | 31 vueltas, tanque de aceite  | 5         |
| Ret  | 2   | Alberto Ascari          | Scuderia Ferrari         | Ferrari 375 F1             | 18 vueltas, fuego             | 2         |
| Ret  | 12  | Chico Landi             | Escuderia Bandeirantes   | Maserati 4CLT/48           | 15 vueltas, junta de culata   | 7         |
| Ret  | 28  | Harry Schell            | Enrico Platé             | Maserati 4CLT/48           | 12 vueltas, pérdida de aceite | 19        |
| Ret  | 28  | André Simon             | Equipe Gordini           | Simca-Gordini Type 15      | 8 vueltas, pistón             | 9         |
| Ret  | 28  | Giuseppe Farina         | Alfa Corse               | Alfa Romeo 159 Alfetta     | 8 vueltas, pistón             | 4         |
| Ret  | 30  | Toni Branca             | Vickomtesse de Walckiers | Maserati 4CLT/48           | 6 vueltas, bomba de aceite    | dieciséis |
| Ret  | 18  | Louis Chiron            | Ecurie Rosier            | Talbot-Lago T26C           | 5 vueltas, junta de culata    | 6         |
| DNS  | 38  | Stirling Moss           | Scuderia Ambrosiana      | Ferrari 125 F1             | choque                        | -         |
| DNP  | 22  | Felice Bonetto          | Alfa Corse               | Alfa Romeo 159 Alfetta     |                               | -         |